# IC4's leveringsoversigt
IC4's leveringsoversigt er en oversigt over, hvornår DSB's 82 IC4-togsæt er leveret og indsat i passagererdrift.
DSB bestilte i december 2000 83 togsæt til levering i 2003-2006, men som følge af omfattende leveringsvanskeligheder overdroges 82 af togsættene først til DSB i 2007-2013. Ifølge Prose-rapporten havde ca. 52 togsæt kørt i løbet af 2014.
Primo 2015 var 77 af togsættene godkendt til passagerkørsel, og 5 togsæt afventede ombygning. Ultimo 2015 var 37 af de 77 togsæt til rådighed for driften. Af disse indgik 30 i køreplansdriften.

## Antal togsæt leveret pr. år
|                      | 2007 | 2008 | 2009 | 2010 | 2011 | 2012 | 2013 |
| -------------------- | ---- | ---- | ---- | ---- | ---- | ---- | ---- |
| Antal togsæt leveret | 3    | 5    | 8    | 17   | 22   | 15   | 12   |
| Kumuleret            | 3    | 8    | 16   | 33   | 55   | 70   | 82   |

## Forklaringsnøgle
NT++-leverancen (National Traffic) er betegnelsen for de 14 første individuelt opbyggede togsæt i den foreløbige version, der leveredes som følge af forliget i maj 2009 mellem AnsaldoBreda og DSB og var de første togsæt, der skulle kunne indgå i landsdelstrafikken. Togsættene leveredes til DSB ad to omgange: Først som NT++-togsæt indtil 2009 og siden fra slutningen af 2011 som ombyggede togsæt, der teknisk er på niveau med MPTO-togsættene. NT++-togsættene tæller kun med i den samlede leverance, efter at de ombyggedes og på ny leveredes til DSB, jf. opgørelsen i DSB's statusrapporter til Folketingets Transportudvalg om IC4- og IC2-leverancerne.
MPTO-leverancen Pakke 1-konfiguration (Modified Preliminary Take Over) er betegnelsen for de togsæt i den endelige og DSB-opgraderede version, som er typegodkendt til sammenkoblet kørsel. Referencetogsættet MG 5622 og de efterfølgende togsæt fra serieleverancen betegnes MPTO.
Den samlede leverance omfatter de togsæt, som er leveret til DSB som a) MPTO-togsæt og som b) NT++-togsæt ombygget til MPTO-standard.
Leveringsdatoen er ikke nødvendigvis sammenfaldende med den formelle overtagelse til DSB, der kan ligge efter leveringen.
Der findes ingen offentligt tilgængelig oversigt, der viser, hvornår de enkelte togsæt for første gang sattes i drift med passagerer. Indsat i drift-kolonnen er derfor alene baseret på stikprøvevise observationer, oplysninger fra jernbanefora og presseklip. De enkelte togsæt kan derfor have været i drift tidligere end det angivne tidspunkt. Det er dog ret sikkert, at togsæt 04-08 var i kommerciel drift for første gang i 2007. Ligeledes er det ret sikkert, at togsæt 11-15 var i drift for første gang i 2008 og togsæt 21 og 22 i 2010.
Togsæt markerede med orange er enten hensatte eller afskrevne togsæt. Togsæt 09 er strandet i Libyen og er derfor ikke leveret til DSB. DSB er kompenseret for det manglende togsæt. NT-togsættene 06, 07, 12, 13 og 14 blev hensat i 2014, og i 2016 afskrev DSB dem. De fem togsæt blev endeligt skrottet i 2017.
Listen opdateres løbende, er ikke udtømmende og endnu ikke komplet.

## IC4-togsæt - Levering og idriftsættelse
| Togsæt nr. | NT++-leverancen | MPTO-leverancen | Samlede leverance | Leveret                            | Indsat i drift | Bemærkninger |
| ---------- | --------------- | --------------- | ----------------- | ---------------------------------- | -------------- | --- |
| MG 5601    | -               | -               | -                 | 20.08.2003/ 31.07.2013/ 12.08.2013 | 2015           | - Marts 2006: Hensat i Aarhus. - Den 24. februar 2012: Trukket til ombygning i Italien. - April 2014: Augustenborggade. - Januar 2015: Sonnesgade. - Maj 2015: I drift. - Februar 2016: Dobbeltkoblet med MG 58 på Nordvestbanen. |
| MG 5602    | -               | 45              | 46                | 13.03.2012                         | 2015           | - Marts 2006: Hensat i Aarhus. - Ombygget i Italien. - Januar 2015: Bl.a. Lyn X. Ny kobling. - Juli 2015: Bl.a. Nordvestbanen. Enkeltkørende. - Februar 2016: Dobbeltkoblet med hhv. MG 04 og MG 18 på Nordvestbanen. - April 2016: Dobbeltkoblet med MG 20 på Nordvestbanen. |
| MG 5603    | -               | 48              | 51                | 09.06.2012                         | -              | - Ombygget i Italien. - December 2012: Uddannelsestog i Odense. - Juni 2014: Sammenkoblet i test på Gedserbanen (multipel 4) med MG 35 + 47 + 64 |
| MG 5604    | 1               | -               | 42                | 2007/ 12.2011                      | 2007           | - Februar 2007: Test i Nordjylland. - Pr. 25. juni 2007: Overvåget prøvedrift Aarhus-Lindholm (første togsæt i drift). - Den 11. december 2011: Færdigombygget i Randers. - Den 16. august 2014: Indvielsestog på Nordvestbanen (Tølløse og Vipperød). - December 2014: Bl.a. Kbh.-Slagelse. Ny kobling. - 20. august 2015: Første sammenkoblede tog i drift på Nordvestbanen. Koblet med togsæt 38. - September 2015: Enkeltkørende og dobbeltkoblet med hhv. MG 53 og 62 som X lyn. Sammenkoblet med MG 46 på Nordvestbanen. - Februar 2016: Dobbeltkoblet med MG 02 på Nordvestbanen. |
| MG 5605    | -               | -               | -                 | 2013?                              | 2014           | Ombygget i Italien. - Oktober 2013: Dobbeltkoblet. Observeret ved Marslev. - December 2013: Sonnesgade. - September 2014: Regionaltog Slagelse-Kbh. H - September 2015: Ny kobling. |
| MG 5606    | 3               | -               | 52                | 2007/ sommeren 2012                | 2007           | - Pr. 04. september 2007: Overvåget prøvedrift Lindholm-Aarhus-Fredericia-Padborg. - Pr. maj 2012: Ombygning i gang i Randers. - August 2014: Flyttet fra stationsarealet i Randers til Bombardiers værksted i Randers. Reservedelslager? - Ultimo 2014: Hensat. Afventer eventuel beslutning om ombygning. - Marts 2017: Skrælles for reservedele med henblik på skrotning senest i juni 2017. |
| MG 5607    | 4               | -               | -                 | 2007                               | 2007           | - Pr. 25. oktober 2007: Overvåget prøvedrift Lindholm-Aarhus-Fredericia-Padborg. - December 2012: Under opgradering i Aarhus/Randers. - August 2014: Flyttet fra stationsarealet i Randers til Bombardiers værksted i Randers. Reservedelslager? - Ultimo 2014: Hensat. Afventer eventuel beslutning om ombygning. - Marts 2017: Skrælles for reservedele med henblik på skrotning senest i juni 2017. |
| MG 5608    | 2               | -               | 48                | 2007/ 05.2012                      | 2007           | - Pr. 15. august 2007: Overvåget prøvedrift Lindholm-Aarhus-Fredericia-Padborg. - Den 22. februar 2010: Revnet akselkasse. - Den 1. november 2010: Non stop lyntog. - Pr. maj 2012: Færdigombygget i Randers. - Januar 2015: Sonnesgade. Gammel kobling. |
| MG 5609    | -               | -               | -                 | -                                  | -              | - Januar 2011: Udstillingstog i Libyen. - Marts 2013: Fortsat i Libyen. |
| MG 5610    | -               | -               | -                 | Primo 2013?                        | 2013           | - Den 09. marts 2011: Trukket til Padborg. Ombygget i Italien. - September 2013: Bl.a. Lyn 208 og 257. - December 2013: Sonnesgade. - April 2014: Lyn X sammenkoblet med MG 30. - 18. august 2014: I drift på Nordvestbanen. - Januar 2015: Sonnesgade. Ny kobling. - Februar 2016: Dobbeltkoblet med MG 29 på Nordvestbanen. |
| MG 5611    | 6               | -               | -                 | 2008/ 2. halvår 2012               | 2008/ 2014     | - August og september 2011: Lyn og Nonstop-lyn. Enkeltkørende. - December 2012: Færdigombygget i Aarhus/Randers. I test. - April 2014: Bl.a. Lyn X - December 2014: Lyn X. Gammel kobling. - Januar 2015: Sonnesgade. - September 2015: Enkeltkørende som Lyn X. - Marts 2016: Enkeltkørende som Lyn 210 og dobbeltkoblet med MG 39 på Nordvestbanen. |
| MG 5612    | 7               | -               | -                 | 2008                               | 2008           | - August 2011: Nonstop-lyn. Enkeltkørende. - December 2012: Under opgradering i Aarhus/Randers. - August 2014: Flyttet fra stationsarealet i Randers til Bombardiers værksted i Randers. Reservedelslager? - Ultimo 2014: Hensat. Afventer eventuel beslutning om ombygning. - Marts 2017: Skrælles for reservedele med henblik på skrotning senest i juni 2017. |
| MG 5613    | 5               | -               | -                 | 2008                               | 2008           | - Den 07. august 2008: Første togsæt i landsdelstrafikken. - December 2012: Under opgradering i Aarhus/Randers. - Ultimo 2014: Hensat. Afventer eventuel beslutning om ombygning. - Marts 2017: Skrælles for reservedele med henblik på skrotning senest i juni 2017. |
| MG 5614    | 8               | -               | -                 | 2008                               | 2008           | - December 2012: Afventer ombygning i Aarhus/Randers. - Ultimo 2014: Hensat. Afventer eventuel beslutning om ombygning. - Marts 2017: Skrælles for reservedele med henblik på skrotning senest i juni 2017. |
| MG 5615    | 9               | -               | -                 | 2008?/ 2. halvår 2012              | 2008           | - December 2012: Færdigombygget i Aarhus/Randers. - Januar 2015: X lyn. Ny kobling. - September 2015: Sammenkoblet med MG 50 på Nordvestbanen. - Februar 2015: Dobbeltkoblet med hhv. MG 25 og MG 60 (Lyn 259). - Marts 2016: Dobbeltkoblet med hhv. MG 22 på Nordvestbanen og MG 82 som Lyn 210. |
| MG 5616    | 10              | -               | 49                | 2009/ 05.2012                      | -              | - Pr. maj 2012: Færdigombygget i Randers. - December 2013: Sammenkoblet med MG 82 i Tinglev. Test. - Januar 2014: Tinglev. - Januar 2015: Sonnesgade. Gammel kobling. |
| MG 5617    | 11              | -               | -                 | 2009/ 2. halvår 2012               | -              | - April 2010: Testkørsel på Svendborgbanen - Efteråret 2012: Færdigombygget i Aarhus/Randers. - Januar 2015: Sonnesgade. Gammel kobling. |
| MG 5618    | 12              | -               | -                 | 2009                               | 2011           | - Den 21. og 22. august 2010: Udstillet på Jernbanemuseet i Odense. - August og september 2011: IC, lyn og nonstop-lyn. Enkeltkørende. - December 2012: Under opgradering i Aarhus/Randers. - November 2014: I drift: Slagelse-Kbh. H. Ny kobling. - December 2014: Lyn X og Nordvestbanen. - Bl.a. januar og august 2015: Nordvestbanen. Enkeltkørende. - Februar 2016: Dobbeltkoblet med MG 02 på Nordvestbanen. - Marts 2016: Dobbeltkoblet med MG 76 på Nordvestbanen. |
| MG 5619    | 13              | -               | -                 | 2009/ 12.08.2013                   | 2011           | - August og september 2011: IC og lyn. Enkeltkørende. - December 2012: Færdigombygget i Aarhus/Randers. - Januar 2015: Sonnesgade. - Juli 2015: Esbjerg-Aarhus. Ny kobling. - Januar 2016: Dobbeltkoblet med MG 68 som Lyn 259. - April 2016: Dobbeltkoblet med MG 68 på Nordvestbanen. |
| MG 5620    | 14              | -               | -                 | 2009/ 2012                         | 2014           | - Den 28. december 2011: Ankommet til værkstedet i Randers. - Pr. november 2012: Færdigombygget. - Juni 2014: Bl.a. Lyn X København-Aarhus. - August 2014: Nordvestbanen. - Januar 2015: Sonnesgade. - Februar 2016: Dobbeltkoblet med MG 57 som Lyn X. - Marts 2016: Dobbeltkoblet med MG 58 som Lyn 210. - April 2016: Dobbeltkoblet med MG 02 på Nordvestbanen. - Februar 2017: Løs hydraulikpumpe ved Aarup. |
| MG 5621    | -               | 2               | 2                 | 15.11.2009                         | 2010           | - 24. september 2010: Første sammenkoblede plantog (Aarhus-Kolding) sammen med MG 5622. - August 2011: Lyn. Enkeltkørende. - September 2011: IC. Sammenkoblet med MG 29. - Foråret 2012: Driftssimulering, bl.a. sammenkoblet med MG 5646. Afventer ombygning i Aarhus/Randers. - Januar 2015: Augustenborggade. - 23. december 2015: Sammenkoblet med MG 31 som lyn X Kbh.-Aarhus. Ny kobling. - Januar 2016: Bl.a. Ringe-Nyborg. - April 2016: Dobbeltkoblet med MG 50 som Lyn 210. |
| MG 5622    | -               | 1               | 1                 | maj 2009                           | 2010           | - Første togsæt i pakke 1-konfigurationen (dvs. referencetogsættet - godkendt til sammenkobling). - Den 24. september 2010: Første sammenkoblede plantog (Aarhus-Kolding) sammen med MG 5621. - Foråret 2012: Driftssimulering, bl.a. sammenkoblet med MG 5660. Afventer ombygning i Aarhus/Randers. - Januar 2014: Tinglev. - Januar 2015: Bl.a. Lyn X og Slagelse-Kbh. Gammel kobling. - September 2015: Enkeltkørende Slagelse-København. - Marts 2016: Dobbeltkoblet med MG 15 på Nordvestbanen.                                                                                     |
| MG 5623    | -               | 3               | 3                 | 1. kvartal 2010                    | -              | - Forsommeren 2011: Første togsæt under ombygning i Randers iht. 7-punktsplanen. - Den 6. januar 2012: Prototypevinduesviskere fra AnsaldoBreda. - 2012: Afventer ombygning i Aarhus/Randers. |
| MG 5624    |                 | 4               | 4                 | 23.04.2010                         | 2011           | - Første togsæt i den egentlige serieleverance. Fra Verona. - Den 17. januar 2011: Sammenkoblet i landsdelstrafikken. - September 2011: IC. Dobbeltkoblet med MG 32. - August 2013: Dobbeltkoblet i landsdelstrafikken. - December 2014: Ny kobling. - April 2015: Enkeltkørende på Nordvestbanen. |
| MG 5625    | -               | 5               | 5                 | 29.04.2010                         | -              | - Fra Verona. Kun 185 fejl. 3 x IC4 sammenkoblet test. - Januar 2015: Sonnesgade. Gammel kobling. - Februar 2016: Dobbeltkoblet med MG 15. Ny kobling. |
| MG 5626    | -               | 6               | 6                 | 29.04.2010                         | -              | 3 x IC4 sammenkoblet test. |
| MG 5627    | -               | 7               | 7                 | Maj 2010?                          | 2011           | - Medio januar 2011: Sammenkoblet i landsdelstrafikken. - September: Lyn. Enkeltkørende. - November 2011: Enkeltkørende i landsdelstrafikken. - Den 07. november 2011: signalforbikørsel ved Marslev på Østfyn. - December 2011 og januar 2012: Havarikommissionen og bremsetest i Sønderjylland. |
| MG 5628    | -               | 8               | 8                 | Maj 2010?                          | 2014?          | - December 2010: 3 x IC4 sammenkoblet test. - Januar 2015: Nordvestbanen enkeltkørende. Gammel kobling. |
| MG 5629    | -               | 9               | 9                 | 20.05.2010                         | 2011           | - Den 17. januar 2011: Sammenkoblet i landsdelstrafikken. - September 2011: IC. Sammenkoblet med togsæt 21. - December 2013: Sonnesgade. - September 2015: Ny kobling. Dobbeltkoblet med hhv. togsæt 62 og 68 på Nordvestbanen. Sammenkoblet med togsæt 62 København-Slagelse. - Februar 2016: Dobbeltkoblet med hhv. MG 10 (Nordvestbanen) og MG 58. |
| MG 5630    | -               | 10              | 10                | 01.06.2010                         | 2012           | - Den 28. februar 2012: Testkørsel med journalister fra Kastrup til Roskilde. - December 2012: Bl.a. i drift Esbjerg-Aarhus. - April 2014: Bl.a. Lyn X - Januar 2015: Bl.a. Lyn X og Nordvestbanen. Ny kobling. - Juli 2015: Enkeltkørende bl.a. på Nordvestbanen. |
| MG 5631    | -               | 11              | 11                | 29.06.2010                         | 2014           | - Den 6. august 2012: Påkørte MG 5642 ved Klargøringscentret i Kastrup. - December 2013: Sonnesgade. - April 2014: Lyn X sammenkoblet med MG 10. - 23. december 2015: Sammenkoblet med MG 21 som lyn X Kbh.-Aarhus. Ny kobling. - Januar 2016: Dobbeltkoblet med MG 45. |
| MG 5632    | -               | 12              | 12                | Juli 2010?                         | 2011           | - September 2011: IC. Dobbeltkoblet med MG 24. - December 2012: Bl.a. i drift Esbjerg-Aarhus. - December 2013: Sonnesgade. - November og december 2014: Nordvestbanen. Ny kobling. - Januar 2016: Lyn 210 dobbeltkoblet med MG 57. |
| MG 5633    | -               | 13              | 13                | 28.07.2010                         | -              | |
| MG 5634    | -               | 14              | 14                | 11.08.2010                         | 2012           | - December 2012: Bl.a. Lyn 257 Kastrup-Aarhus og Aarhus-Esbjerg. - December 2013: Sonnesgade. - Februar 2014: Bl.a. Slagelse-Kbh. H. - November 2014: Bl.a. Slagelse-Kbh. H og LynX. - September 2015: Enkeltkørende Slagelse-Kbh. |
| MG 5635    | -               | 15              | 15                | 13.08.2010                         | 2011           | - August 2011: Lyn. Sammenkoblet med MG 36. - Juni 2014: Sammenkoblet i test på Gedserbanen (multipel 4) med MG 03 + 47 + 64 |
| MG 5636    | -               | 16              | 16                | 29.09.2010                         | 2011           | - August 2011: IC og lyntog bl.a. sammenkoblet med hhv. MG 5635 og 5643. - Maj 2013: Bl.a. rotationskørsel/driftssimulering sammenkoblet med MG 5641. - August og september 2015: Nordvestbanen. Enkeltkørende. Gammel kobling. |
| MG 5637    | -               | 17              | 17                | 12.10.2010                         | 2013           | - Januar 2013: Bl.a. i drift som Lyn 208 Aarhus-Kastrup. - April 2014: Bl.a. Slagelse-Kbh. - Januar 2015: Enkeltkørende som lyn X. - 23. december 2015: Dobbeltkoblet med MG 49 som ekstralyntog Kbh.-Aarhus. |
| MG 5638    | -               | 18              | 18                | 27.10.2010                         | 2014           | - December 2014: Bl.a Lyn X. Ny kobling. - 20. august 2015: Første sammenkoblede tog i drift på Nordvestbanen. Koblet med togsæt 04. - September 2015: Sammenkoblet med togsæt 68: Lyn X. |
| MG 5639    | -               | 19              | 19                | 11.11.2010                         | 2011           | - Foråret 2012: Driftssimulering, bl.a. sammenkoblet med hhv. MG 5641 og MG 5660. - Den 9. december 2013: Kollideret med MG 5670 ved Esbjerg Station som forreste togsæt sammenkoblet med MG 5663. - Marts 2016: Dobbeltkoblet med MG 54 som Lyn 210 og med MG 11 på Nordvestbanen. |
| MG 5640    | -               | 20              | 20                | Nov. 2010?                         | 2011           | - Marts 2014: Lyn X sammenkoblet med togsæt 56. - November 2014: Bl.a. Slagelse-Kbh. og Lyn X - August 2015: Dobbeltkoblet med togsæt 70 på Nordvestbanen. Ny kobling. |
| MG 5641    | -               | 21              | 21                | Nov. 2010?                         | 2013           | 2015 - Foråret 2012: Driftssimulering, bl.a. sammenkoblet med MG 5639 og 5645. - Februar 2013: Bl.a. Lyn 208 Aarhus-Kastrup. - Maj 2013: Bl.a. rotationskørsel/driftssimulering sammenkoblet med MG 5636. - September 2015: Enkeltkørende på Nordvestbanen el. som X lyn. |
| MG 5642    | -               | 22              | 22                | 01.12.2010                         | 2013           | - Den 6. august 2012: Påkørt af MG 5631 ved Klargøringscentret i Kastrup. - Juni 2013: Bl.a. DSB Skolerejser, sammenkoblet med MG 5657. - Januar 2015: Sonnesgade. Gammel kobling. |
| MG 5643    | -               | 23              | 23                | 01.12.2010                         | 2011           | - August 2011: IC og lyn. Dobbeltkoblet med MG 36. - Den 04. november 2011: Signalforbikørsel ved Høje Taastrup. - December 2012: Bl.a. i drift Aalborg-Aarhus. - December 2013: Bl.a. i drift Kastrup-Aarhus. - Januar 2015: Sonnesgade. Gammel kobling. |
| MG 5644    | -               | 24              | 24                | 19.11.2010                         | 2012           | December 2014: Sonnesgade. Gl. kobling og gl. viskere |
| MG 5645    | -               | 25              | 25                | 25.01.2011                         | 2012           | - Den 7. maj 2012: Driftssimulering, sammenkoblet med MG 5641. - December 2012: Bl.a. i drift Regional Vest. - Februar 2014: Slagelse-Kbh. - Maj 2014: Bl.a. i drift Regional Vest. - December 2014: Nordvestbanen. Ny kobling. - September 2015: Sammenkoblet med togsæt 04 på Nordvestbanen. - Januar 2016: Dobbeltkoblet med MG 31. |
| MG 5646    | -               | 26              | 26                | 03.02.2011                         | 2013           | - Foråret 2012: Driftssimulering, bl.a. sammenkoblet med MG 5621. - Oktober 2013: Bl.a. Lyn X. - April 2014: Bl.a. regionaltog Aarhus-Esbjerg. - August 2015: Dobbeltkoblet med togsæt 62 som Lyn X. Ny kobling. - September 2015: Dobbeltkoblet med togsæt 57 på Nordvestbanen. |
| MG 5647    | -               | 27              | 27                | 01.03.2011                         | 2014           | - 28. juli 2011: 3 x IC4 sammenkoblet test. - Juni 2014: Sammenkoblet i test på Gedserbanen (multipel 4) med MG 03 + 35 + 64 - December 2014: Bl.a. Lyn X. Gammel kobling. |
| MG 5648    | -               | 28              | 28                | 15.03.2011                         | 2012           | - December 2012: Bl.a. i drift som Lyn 208 Aarhus-Kastrup. - September 2015: Enkeltkørende på Nordvestbanen. Ny kobling. - Januar 2016: Bl.a. Ringe-Nyborg. |
| MG 5649    | -               | 29              | 29                | 22.03.2011                         | 2012           | - Den 11. juli 2012: Driftsreserve i Aarhus. - November og december 2014: Bl.a. LynX og Slagelse-Kbh. Gammel kobling. - 23. december 2015: Dobbeltkoblet med MG 37 som ekstralyntog Kbh.-Aarhus. |
| MG 5650    | -               | 30              | 30                | 03.05.2011                         | 2012           | - December 2012: Bl.a. i drift Esbjerg-Aarhus. - Februar 2014: Lyn X. - November 2014: Bl.a. Slagelse-Kbh. og Lyn X. - December 2014: Nordvestbanen. Gammel kobling. - September 2015: Sammenkoblet med togsæt 15 på Nordvestbanen. Ny kobling. Sammenkoblet med togsæt 54. - April 2016: Dobbeltkoblet med MG 21 som Lyn 210. |
| MG 5651    | -               | 31              | 31                | 10.05.2011                         | 2012           | - Den 11. juli 2012: Første tog i drift med passagerer i 2012. - August 2015: Nordvestbanen. Enkeltkørende. Ny kobling. |
| MG 5652    | -               | 32              | 32                | 08.06.2011                         | 2012           | - December 2012: Bl.a. i drift Regional Vest. - August 2013: Sammenkoblet i landsdelstrafikken. |
| MG 5653    | -               | 34              | 34                | Juni el. juli 2011?                | 2013           | - Januar 2013: Bl.a. lyntog Aarhus-Københavns Lufthavn. - Januar 2014: Bl.a. myldretidstog til/fra Slagelse. - April 2014: Bl.a. dobbeltkoblet med hhv. MG 63 og MG 76 som Lyn X. - Juli 2015: Enkeltkørende på bl.a. Nordvestbanen. |
| MG 5654    | -               | 38              | 38                | 20.09.2011                         | 2012           | - Den 16. november 2011: Trukket til værkstedet i Randers. - December 2012: Bl.a. i drift som Lyn 257 Kastrup-Aarhus. - December 2013: Bl.a. i drift Kastrup-Aarhus. - Fredag den 21. februar 2014: IL 257 sammen med MG 5671, der fik tekniske problemer i Storebæltstunnellen. - Januar 2015: Sonnesgade. Gammel kobling. - September 2015: Sammenkoblet med togsæt 50. - Marts 2016: Sammenkoblet med MG 39 som Lyn 210. |
| MG 5655    | -               | 35              | 35                | 28.07.2011                         | 2012           | - December 2012: Bl.a. i drift Esbjerg-Aarhus. - April 2014: Lyn X sammenkoblet med MG 63. - December 2014: Sonnesgade. Ny kobl. |
| MG 5656    | -               | 40              | 40                | 17.11.2011                         | 2012           | - December 2012: Bl.a. i drift som Lyn 208 Aarhus-Kastrup. - Marts 2014: Lyn X sammenkoblet med MG 40. - Januar 2015: Bl.a. Nordvestbanen. Gammel kobling. |
| MG 5657    | -               | 37              | 37                | 31.08.2011                         | 2013           | - Juni 2013: Bl.a. DSB Skolerejser fra Kbh. H. Sammenkoblet med MG 5642. - December 2013: Sonnesgade. - December 2014: Bl.a. Slagelse-Kbh. Ny kobling. - September 2015: Dobbeltkoblet med togsæt 46 på Nordvestbanen. - Januar 2016: Dobbeltkoblet med MG 32 som Lyn 210. - Februar 2016: Dobbeltkoblet med MG 20 som Lyn 210. |
| MG 5658    | -               | 41              | 41                | 17.11.2011                         | 2012           | - December 2012: Bl.a. i drift som Lyn 208 Aarhus-Kastrup. - Januar 2014: Bl.a. i drift som Lyn 208. - December 2014: Lyn X. Ny kobling. - 4. oktober 2015: Indvielses(regional)tog på Langeskov Station. - Februar 2016: Dobbeltkoblet med hhv. MG 01 (Nordvestbanen) og MG 29. - Marts 2016: Dobbeltkoblet med MG 20 som Lyn 210. |
| MG 5659    | -               | 43              | 44                | 28.12.2011                         | 2013           | - Marts 2013: Bl.a. lyntog Aarhus-Københavns Lufthavn. - Januar 2015: Sonnesgade. Gammel kobling. - September 2015: Ny kobling. |
| MG 5660    | -               | 33              | 33                | 19.06.2011                         | 2013           | - 10. og 11. januar 2012: Havarikommissionen bremsetest. - Foråret 2012: Driftssimulering, bl.a. sammenkoblet med hhv. MG 5622 og MG 5639. - August 2013: Bl.a. sammenkoblet med MG 5670 som lyn 208. - Marts 2014: Bl.a. myldretidstog mellem Kbh. og Slagelse. - September 2015: Enkeltkørende på Nordvestbanen. Ny kobling. - Februar 2016: Dobbeltkoblet med MG 15 som Lyn 259. - April 2016: Dobbeltkoblet med MG 76 på Nordvestbanen. |
| MG 5661    | -               | 36              | 36                | 11.08.2011                         | 2013           | - Januar 2013: Bl.a. i drift som Lyn 208 Aarhus-Kastrup. - Januar 2015: Bl.a. Nordvestbanen. Gammel kobling. - August 2015: Enkeltkørende på Nordvestbanen. - September 2015: Enkeltkørende som lyn X. Gammel kobling. - Den 2. januar 2019: Voldsomt beskadiget som forreste af to togsæt i IC Lyn 210 involveret i Storebælt-ulykken. |
| MG 5662    | -               | 39              | 39                | 04.11.2011                         | 2014           | - December 2013: Sonnesgade. - Juni 2014: Bl.a. sammenkoblet med MG 65 som lyntog 257. - August 2015: Dobbeltkoblet med togsæt 46 som Lyn X. Ny kobling. - September 2015: Dobbeltkoblet med hhv. togsæt 04 som X lyn, togsæt 29 København-Slagelse og togsæt 29 på Nordvestbanen. Enkeltkørende på Nordvestbanen og Slagelse-København. |
| MG 5663    | -               | 44              | 45                | 21.02.2012                         | 2013           | - September 2013: Bl.a. sammenkoblet med MG 5666 som lyn 257. - Den 9. december 2013: Bagerste togsæt sammenkoblet med MG 5639, der kolliderede med MG 5670 på Esbjerg Station. - December 2013: Sonnesgade. - Januar 2014: Bl.a. myldretidstog mellem Kbh. og Slagelse. - Marts 2014: Bl.a. sammenkoblet med MG 5665 som lyntog 257. - April 2014: Bl.a. sammenkoblet med hhv. MG 53 og MG 55 som Lyn X. - September 2015: Ny kobling. |
| MG 5664    | -               | 47              | 50                | 29.05.2012                         | 2014           | - Juni 2014: Sammenkoblet i test på Gedserbanen (multipel 4) med MG 03 + 35 + 47 - Oktober 2014 og januar 2015: Bl.a. regionaltog mellem Kbh. og Slagelse. Gammel kobling. - Juli 2015: Nordvestbanen. Enkeltkørende. Gl. kobling. |
| MG 5665    | -               | 42              | 43                | 20.12.2011                         | 2012           | - December 2012: Bl.a. i drift som lyntog 257 Kastrup-Aarhus. - Marts 2014: Bl.a. sammenkoblet med MG 63 som lyntog 257. - Juni 2014: Bl.a. sammenkoblet med MG 62 som lyntog 257. - Januar 2015: Bl.a. Nordvestbanen og Slagelse-Kbh. enkeltkørende. Gammel kobling. |
| MG 5666    | -               | 46              | 47                | 18.04.2012                         | 2013           | - Februar 2013: Bl.a. Lyn 257. - December 2013: Sonnesgade. - Januar 2015: Sonnesgade. Gammel kobling. |
| MG 5667    | -               | 51              | 55                | 08.08.2012                         | 2014           | - December 2014: Bl.a. X lyn. Gammel kobling. - Januar 2015: Bl.a. Slagelse-Kbh. og Nordvestbanen. - September 2015: Enkeltkørende på Nordvestbanen. Ny kobling. |
| MG 5668    | -               | 50              | 54                | 24.07.2012                         | 2015           | - September 2013: Ny kobling. - December 2013: Augustenborggade. - September 2015: Enkeltkørende Slagelse-København. Ny kobling. Sammenkoblet med togsæt 38 som X lyn. Sammenkoblet med togsæt 29 på Nordvestbanen. - Januar 2016: Dobbeltkoblet med MG 19 som Lyn 259. - April 2016: Dobbeltkoblet med MG 19 på Nordvestbanen. |
| MG 5669    | -               | 49              | 53                | 10.07.2012                         | 2013           | - December 2013: Bl.a. Aarhus-Esbjerg. - December 2014 og januar 2015: Bl.a. Kbh.-Slagelse og Nordvestbanen. Ny kobling. - September 2015: Slagelse-København. |
| MG 5670    | -               | 52              | 56                | 16.08.2012                         | 2013           | - Maj 2013: Bl.a. Lyn 253 - Den 9. december 2013: Påkørt af MG 5639 (forrest) og MG 5663 ifm. sammenkobling på Esbjerg Station. - August 2015: Dobbeltkoblet med togsæt 40 på Nordvestbanen: Ny kobling. |
| MG 5671    | -               | 54              | 58                | 31.10.2012                         | 2013           | - December 2012: Augustenborggade - November 2013: Bl.a. LynX - Januar 2014: Bl.a. LynX - Fredag den 21. februar 2014: Fik tekniske problemer i Storebæltstunnellen. Passagerer flyttet til MG 5654. - Januar 2015: I drift Aarhus-Esbjerg og på Nordvestbanen. Gammel Kobling. - Juli 2015: Enkeltkørende bl.a. på Nordvestbanen. Ny kobling. |
| MG 5672    | -               | 53              | 57                | 11.10.2012                         |                | December 2013: Sonnesgade. |
| MG 5673    | -               | 55              | 59                | 23.11.2012                         |                | |
| MG 5674    | -               | 57              | 61                | 28.12.2012?                        | 2015           | - December 2013: Sonnesgade. - September 2015: Enkeltkørende på Nordvestbanen. Gammel kobling. |
| MG 5675    | -               |                 |                   | Jan.-maj 2013                      | 2013/ 2014     | - Januar 2014: Bl.a. i drift som Lyn 212. - December 2014: Bl.a. Lyn X og Slagelse-Kbh. Gl. kobl. |
| MG 5676    | -               | 56              | 60                | Nov. 2012                          | 2013/ 2014     | - April 2014: Bl.a. sammenkoblet med MG 53 som Lyn X. Ny kobling. - December 2014 og januar 2015: Bl.a. Nordvestbanen. - Marts 2016: Dobbeltkoblet med hhv. MG 18 og 60 på Nordvestbanen. |
| MG 5677    | -               |                 |                   | Jan.-maj 2013                      | 2014           | - Juni 2014: Bl.a. enkeltkørende som Lyn X. - 18. august 2014: Første tog i drift på Nordvestbanen (6.56 fra Østerport). - December 2014: Nordvestbanen. Gammel kobling. |
| MG 5678    | -               |                 |                   | 31.07.2013                         |                | |
| MG 5679    | -               |                 |                   |                                    |                | Maj 2014: Odense |
| MG 5680    | -               |                 |                   | Jan.-maj 2013                      |                | |
| MG 5681    | -               |                 |                   | 11.06.2013                         | 2014           | - Maj 2014: Bl.a. i drift Aarhus-Esbjerg. - Januar 2015: Bl.a. Slagelse-Kbh. Gammel kobling. - September 2015: Gl. kobling. - 7. marts 2017: Løs hydraulikpumpe ved Hedehusene. Al IC4-drift indstillet. |
| MG 5682    | -               |                 |                   | 09.07.2013                         |                | - December 2013: Sammenkoblet med MG 16 i Tinglev. Test. - Januar 2014: Tinglev. - Januar 2015: Sonnesgade. Ny kobling. - Marts 2016: Dobbeltkoblet med MG 15 som IC Lyn 210. - Den 2. januar 2019: Bagerste togsæt i IC Lyn 210 involveret i Storebælt-ulykken. |
| MG 5683    | -               |                 |                   | 26.08.2013                         |                | |

## Fodnoter
1. ↑  Ifølge Prose havde "ca. 30 togsæt stort set ikke kørt i 2014." Antagelsen om at ca. 52 har kørt i 2014 bygger derfor på en modsætningsvis slutning af Proses antagelse.
2. ↑  Ved udgangen af 2014 var de fem hensatte togsæt ifølge Ingeniøren "strippet for hovedkomponenter", hvilket synes bekræftet af en billedrapportage i Ekstra Bladet, der angiveligt viser nogle af de fem togsæt hensat ved Randers Station. Henset til at de fem hensatte togsæt ifølge DSB's indsættelsesplan pr. juni 2015 ikke forventes at indgå i driften i 2019, at DSB i 2019 angiveligt råder over et tilstrækkeligt antal IC4-togsæt, at de hensatte togsæt formentlig vil blive særligt dyre at ombygge, og at fremtidens tog til fjern- og regionaltrafikken ifølge politikerne skal være elektriske taler dette for, at de fem hensatte togsæt formentlig aldrig ombygges.